# Maria Kovalevskaïa
Pour les articles homonymes, voir Kovalevski.
Maria Pavlovna Kovalevskaïa, née Vorontsova (russe : Мария Павловна Ковалевская, Воронцова) en août 1849 dans le gouvernement de Iekaterinoslav, alors dans l'Empire, et morte le 7 novembre 1889 au bagne de la Kara (ru), est une révolutionnaire narodnitsa russe.

## Biographie
Maria Pavlovna la fille d'un propriétaire noble, de la famille des Vorontsov. Elle est diplômée de l'Institut féminin (ru) d'Odessa. En 1874, elle se rapproche des cercles narodniki d'Odessa et emménage à Kiev. Elle se rend cette même année à Kharkov pour des négociations avec les Narodniki de la ville. En 1875-1876 elle participe à la création du cercle « Les rebelles de Kiev » (Киевских бунтарей), avec Iakov Stepanovitch (ru), Vladimir Debogori-Morkievitch (ru) et d'autres.
Elle est impliquée dans l'enquête débouchant sur le procès des 193, en raison de ses proches relations avec les militants révoluionnaires et de ses positions politiques extrémistes. Elle est placée le 19 février 1876 par décision administrative sous la surveillance spéciale de la police, puis assignée à résidence le 8 mai 1876 à Kharkov avec interdiction de quitter son domicile.
Elle continue ses activités révolutionnaires et est arrêtée avec Vladimir Debogori-Morkievitch le 19 juin 1876, dans le village de Chpola, avec de faux papiers, mais elle est libérée et se cache ensuite.
Elle vit alors dans la clandestinité. Elle est à nouveau arrêtée le 11 février 1879, à Kiev, dans la maison de Babitcheva, en même temps que Vladimir Debogori-Morkievitch et d'autres militants.
Le procès des « rebelles de Kiev » a lieu devant le tribunal militaire de district du 30 avril au 5 mai 1879. Le 4 mai 1879, elle est condamnée pour appartenance à un groupement révolutionnaire à être déchue de ses titres et de ses droits de noblesse, et à une peine de travaux forcés de 14 ans et 10 mois. Le verdict est confirmé le 13 mai 1879. Elle est envoyée à Moscou le 14 mai 1879, puis au bagne de la Kara, où elle arrive le 15 janvier 1880.
En 1881, malade, elle est déplacée par Krasnoïarsk à la prison de Minoussinsk, où son mari est en exil. En 1882, elle est renvoyée dans le bagne de la Kara. Elle participe alors à des manifestations des forçats contre le durcissement du régime du camp. En 1883, elle est transférée dans la prison d'Irkoutsk (ru). En 1887, elle est à nouveau de retour dans la Kara. Après le châtiment corporel infligé à Nadejda Siguida, le 6 novembre 1889, deux mois avant sa libération, elle prend avec Maria Kalioujnaïa et Nadejda Smirnitskaïa une dose mortelle de morphine. Elle meurt le 7 novembre 1889.

## Mariage
Maria Kovalevskaïa était l'épouse de Nikolaï Kovalevski (ru)